# Train du pays Cathare et du Fenouillèdes
Le Train du Pays Cathare et du Fenouillèdes (TPCF), également renommé le Train Rouge, est un train touristique qui circule sur les 60 kilomètres d'une ancienne voie de chemin de fer, à voie normale, la ligne Rivesaltes - Carcassonne, qui va de Rivesaltes, au bord de la mer Méditerranée, dans le département des Pyrénées-Orientales, à Axat dans le Piémont pyrénéen, dans l'Aude, en passant par Saint-Paul-de-Fenouillet, siège de l'organisation TPCF. 
Le TPCF recouvre deux entités : l'« association TPCF » qui gère et fait circuler le matériel roulant ferroviaire constituant les trains touristiques et la « TPCF » qui commercialise l'offre touristique.
Il s'agit également d'un Opérateur ferroviaire de proximité (OFP) dans le domaine du fret ferroviaire.

## Offre touristique

### Trains touristiques
La circulation des trains peut être quotidienne en juillet et août et ponctuelle pendant les autres périodes de l'année. Les trains ne circulent qu'avec un nombre minimum de passagers, la réservation se fait par téléphone et le paiement dans le train. Toutes les informations sont sur le site internet du TPCF, où l'on trouve également un calendrier et un choix de parcours avec des durées de voyage différentes : la journée, la demi-journée ou deux heures.

### Trains à thèmes
Des trains à thèmes sont organisés ponctuellement : journées forestières, train théâtre, train Halloween, trains du Père Noël, etc., il faut réserver sa place.

### Points d'accès
Après avoir réservé, le point de départ peut se faire dans différentes gares ou lieux d'arrêt du train, variables en fonction des parcours. Le train dessert 10 gares où il est possible de prendre un train touristique : à Rivesaltes à la gare SNCF prendre la passerelle pour accéder au quai central (voie 4), Espira-de-l'Agly, Cases-de-Pène, Estagel, Maury, Saint-Paul-de-Fenouillet, Caudiès-de-Fenouillèdes, Lapradelle - Puilaurens, Axat à l'ancienne gare SNCF devenue salle polyvalente, et Saint-Martin-Lys .

## Histoire

### 1901 à ...: ligne de Rivesaltes à Quillan
C'est une des deux lignes permettant la relation ferroviaire entre Carcassonne et Rivesaltes, concédée en deux temps à la Compagnie des chemins de fer du Midi et du Canal latéral à la Garonne (Midi). La première concession lui permet d'ouvrir en 1878 la ligne de Carcassonne à Quillan, il lui faut attendre le Plan Freycinet pour obtenir la concession d'une voie unique pour la ligne de Rivesaltes à Quillan. La complexité du profil de la voie impose une ouverture par sections, la première de Rivesaltes à Saint-Paul-de-Fenouillet est inaugurée le 14 juillet 1901 et celle du parcours montagneux et difficile de Saint-Paul-de Fenouillet à Quillan le 22 mai 1904.
Après son ouverture, les 70 kilomètres de la ligne de Rivesaltes à Quillan sont parcourus en aller retour par des trains omnibus, pouvant aller jusqu'à la gare de Perpignan où se trouve le dépôt des locomotives à vapeur. À Quillan une correspondance est possible pour Carcassonne. Après la Première Guerre mondiale (1914-1918) des trains mixtes, passagers et marchandises sont mis en service, ils sont plus lents et augmentent le temps du parcours. La voie sert aussi ponctuellement comme itinéraire alternatif à la grande ligne passant par Narbonne. 
Le 16 décembre 1932 une catastrophe ferroviaire a lieu au passage à niveau n° 82 à la sortie de Maury, entre l'un de ces trains composé de 12 voitures tractées par deux locomotives et un véhicule routier, le chauffeur n'ayant pas vu la barrière fermée du fait de la tempête, qui est également la cause du passage du train du fait de dégâts sur la ligne principale. L'accident fait 7 morts et 17 blessés graves, trois cheminots sont comptés parmi les morts et on doit amputer un quatrième pour le dégager de sa locomotive. Le 14 décembre 2007, une stèle est inaugurée, sur le site de l'accident à Maury, pour perpétuer leur souvenir.
Un projet d'électrification de la ligne est abandonné lors de la fusion entre la Compagnie du Midi et la Compagnie du chemin de fer de Paris à Orléans (PO) qui intervient le 1er janvier 1934. Le service voyageur va se poursuivre après la nationalisation des réseaux, en 1938, et la reprise de la ligne par la Société nationale des chemins de fer français (SNCF), mais pour peu de temps puisque le 18 avril 1939 la SNCF ferme le trafic ferroviaire des voyageurs et le remplace par un service routier entre Rivesaltes et Quillan. Après la Seconde Guerre mondiale la SNCF utilise encore parfois la ligne comme itinéraire de détournement de la liaison de Carcassonne à Rivesaltes par Narbonne, mais ne subsiste que le trafic régulier des trains de marchandises. En 1950 c'est la fin de la vapeur, remplacée par une locomotive Diesel et le 30 septembre 1956 la section de la gare de Quillan à Axat est neutralisée. Un tronçon va néanmoins être rouvert entre Axat et la gare de Saint-Martin-Lys du fait de l'installation d'une entreprise ayant besoin d'un accès ferroviaire. Le tronçon Saint-Martin-Lys - Quillan va rester inutilisé jusqu'à son déclassement et sa dépose au début des années 1990 et le tronçon Lapradelle - Saint-Martin-Lys est fermé en 1998.

### 1992 à ...: TPCF, le temps des négociations
L'association TPCF est créée en 1992 par quelques passionnés, notamment Yves Guimezanes, Jean-Pierre Lescure et Jean-Charles Christol, persuadés que la qualité du parcours permet la création d'un train touristique qui peut engendrer une dynamique favorisant l'économie touristique des communes traversées par la ligne de chemin de fer. Les membres s'activent, et le projet prend forme avec, en 1995, une étude de faisabilité commerciale faite par le cabinet Actour et en 1997 la constitution d'un « Syndicat intercommunal du chemin de fer Touristique du Pays Cathare, du Fenouillèdes et du Rivesaltais ». La communauté de communes d'Axat rejoint le projet en 2003 et le syndicat intercommunal devient un « Syndicat Mixte ».

### 2001 à ...: TPCF, le temps du terrain
À partir de 2001, le projet devient concret : les bénévoles retroussent leurs manches, et le tronçon Lapradelle – Saint-Martin-Lys retrouve de l'animation avec la signature d'une convention de débroussaillage avec RFF et la création d'un chantier d'insertion. Cette même année, circule un premier train touristique avec un autorail acheté par le TPCF.
Un record est réalisé en 2018, avec 21 061 passagers transportés, soit une augmentation de 17 % par rapport à 2017.

## Matériel roulant ferroviaire
Le TPCF dispose d'un parc de matériel roulant ferroviaire en propre ou mis à disposition. Certaines pièces font partie du patrimoine ferroviaire, ce matériel est principalement remis en état roulant pour la constitution des trains touristiques et l'entretien de la ligne. Cette liste n'est pas exhaustive, le parc évoluant rapidement.

### Matériel moteur

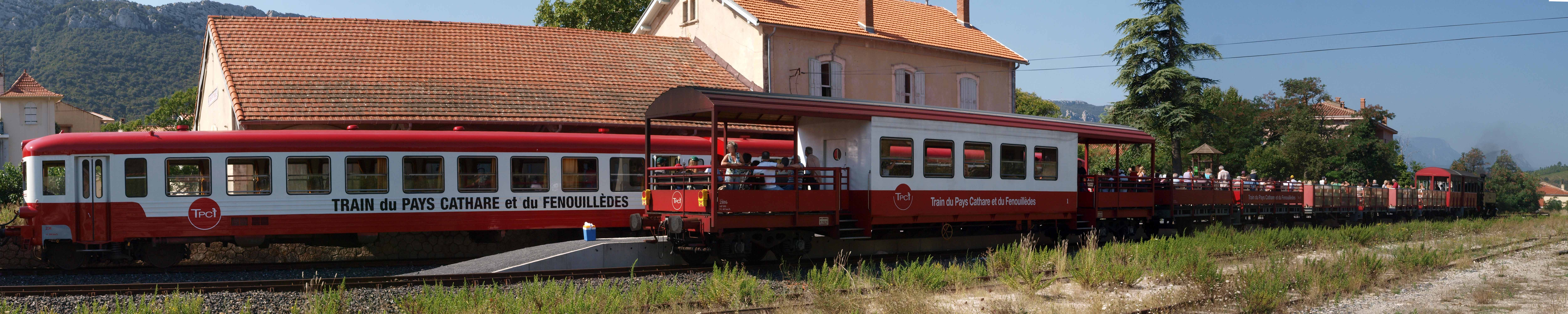
Croisement de trains à Sain Paul Fenouillet

Le parc des machines assurant la traction des trains est essentiellement constitué de machines diesel, locomotives et autorails.
- Locomotive BB 63048 SNCF, de 1955, au TPCF en 2004.
- Locomotive BB 63138 SNCF, de 1958, au TPCF en 2005.
- Locomotive BB 63160 SNCF, de 1961, au TPCF en 2011.
- Locomotive BB 63165 SNCF, de 1961, au TPCF en 2009.
- Locomotive BB 63240 SNCF, de 1963, au TPCF en 2009.
- Locomotive BB 63226 SNCF, de 1963, au TPCF en 2007.
- Locomotive BB 66099 SNCF, de 1962, au TPCF en 2009.
- Locomotive BB 66105 SNCF, de 1962, au TPCF en 2009[2].
- Locomotive BB 66130 SNCF, de 1962, au TPCF en 2009.
- Locomotive BB DE-1 Coferna de 1950, ex-Chemins de fer de l'Hérault, ex-CFTA Gray, arrivée au TPCF en janvier 2020, à restaurer.
- Locotracteur Y 2456 SNCF, Decauville de 1965, acquis par le TPCF en 2015.
- Autorail « Picasso » X 3944  SNCF de 1955
- Autorail « Caravelle » X 4545 SNCF de 1965, au TPCF en 2005[9].
- Autorail « Caravelle » X 4554  Ex « French Rail Cruises , au TPCF en 2009.» Il a été baptisé autorail "Ambiance" au sein de l'association.
- Autorail « Caravelle » X 4573 SNCF, au TPCF en 2006, mise en service 2008.
- Autorail « Caravelle » X 4607 SNCF, au TPCF en 2006.
- Draisine Campagne DU 50 5-057.
- Draisine DU 65.

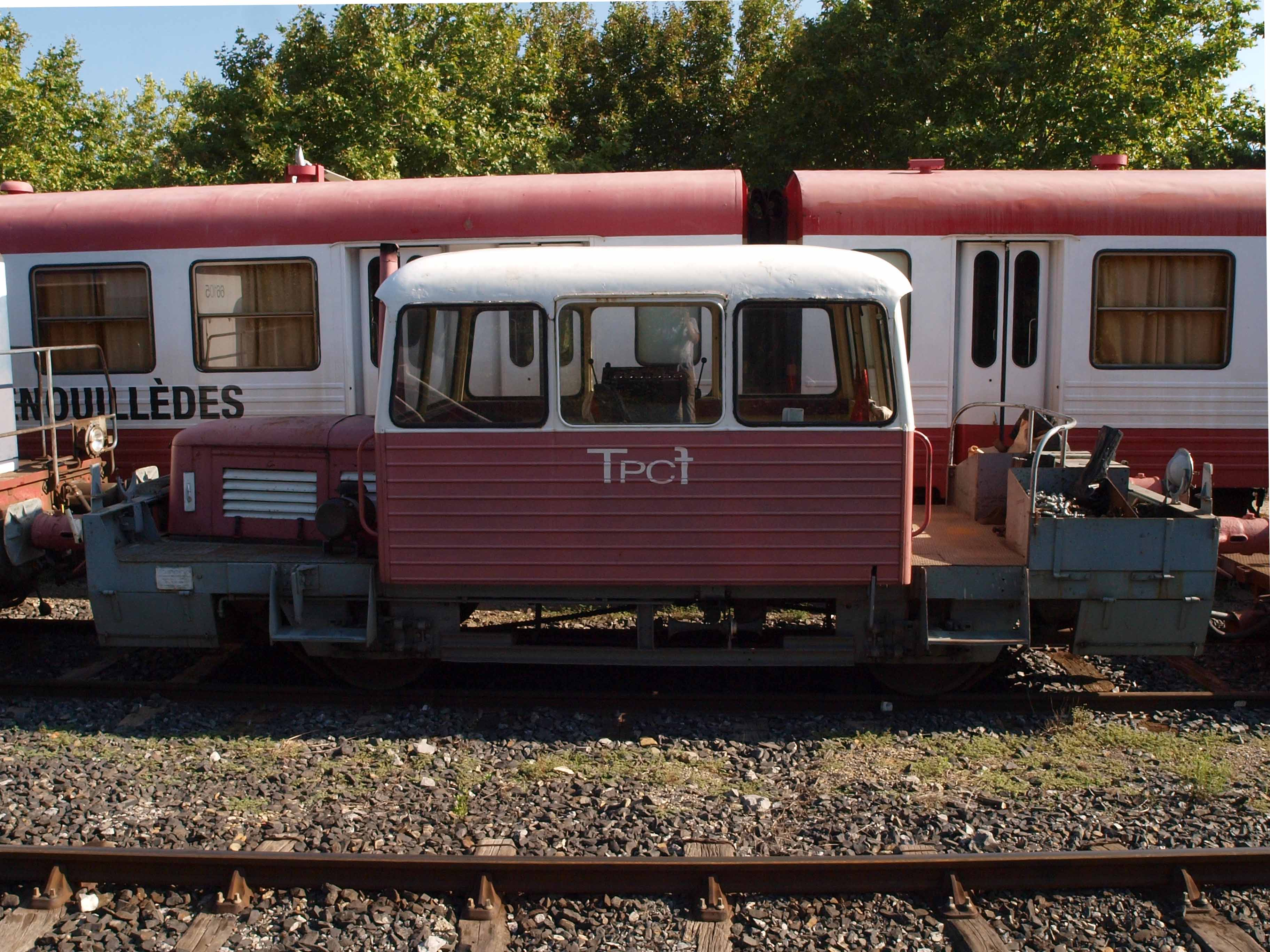
La Draisine Campagne en gare de Caudiès.
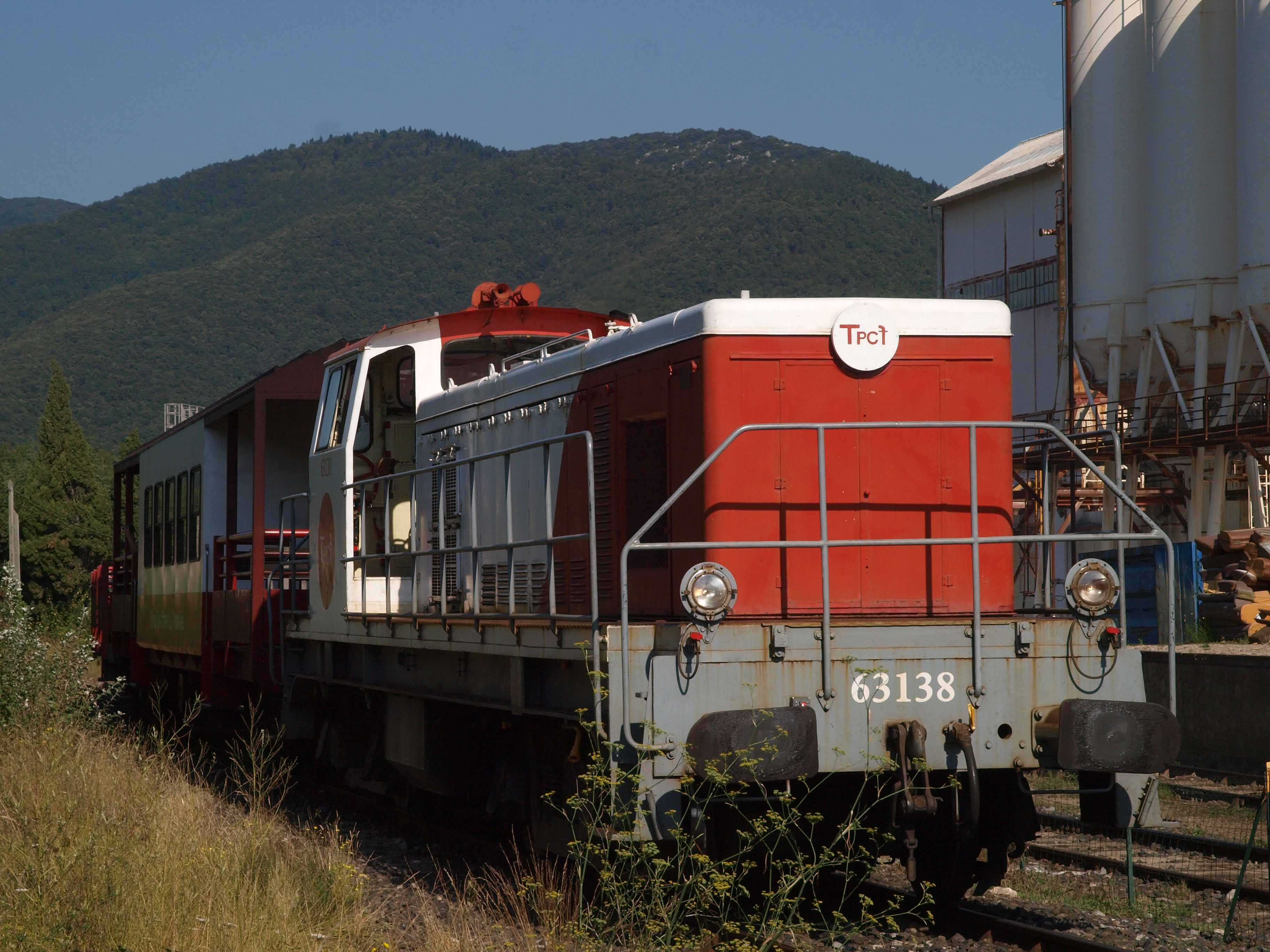
La BB 63138 en gare de Caudiès.
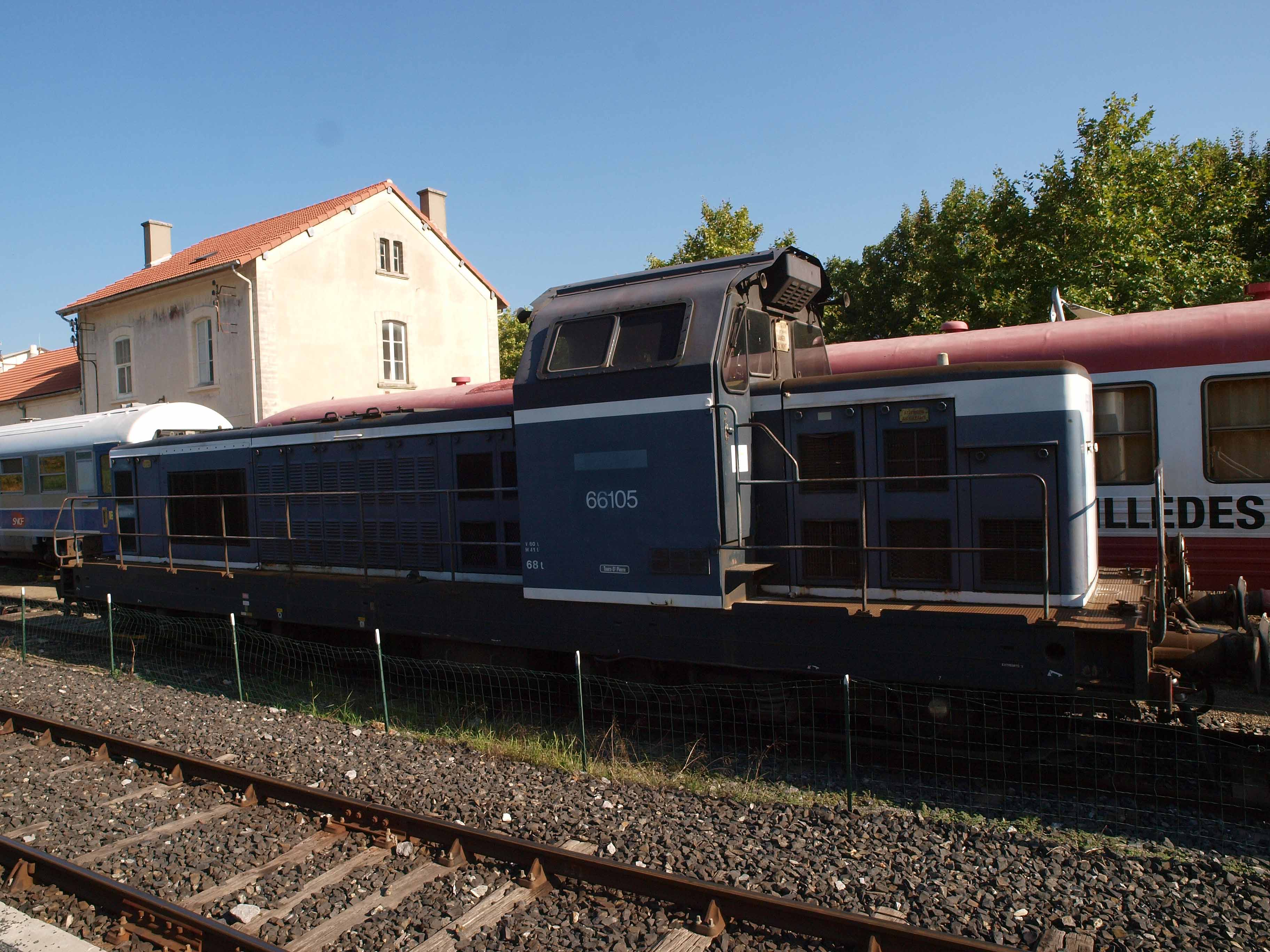
La BB 66105 en gare de Caudiès.
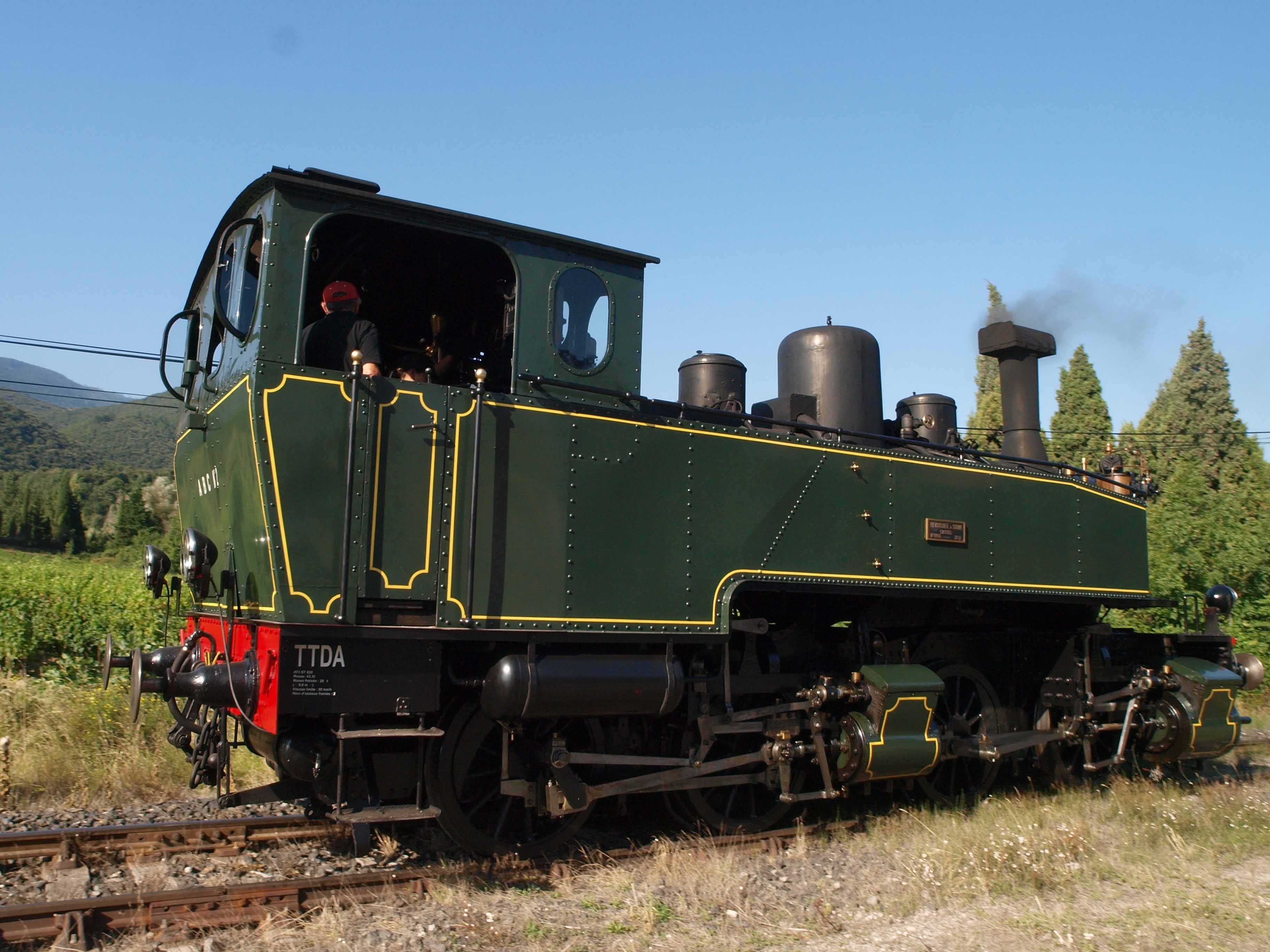
La locomotive du TTDA venue pour la saison 2011 (Caudiès août 2011).
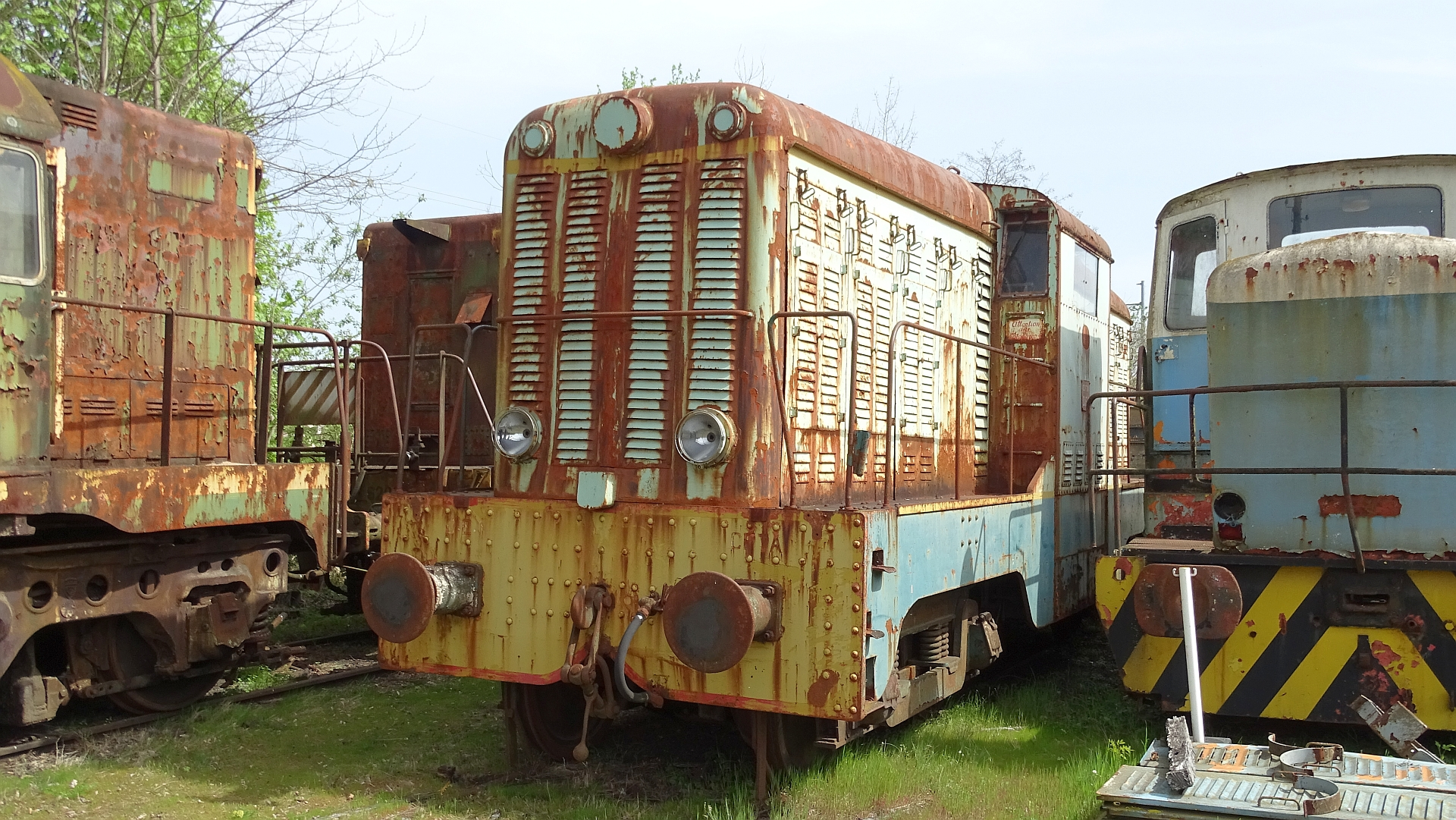
La BB DE-1 ex-Hérault alors garée à Gray.
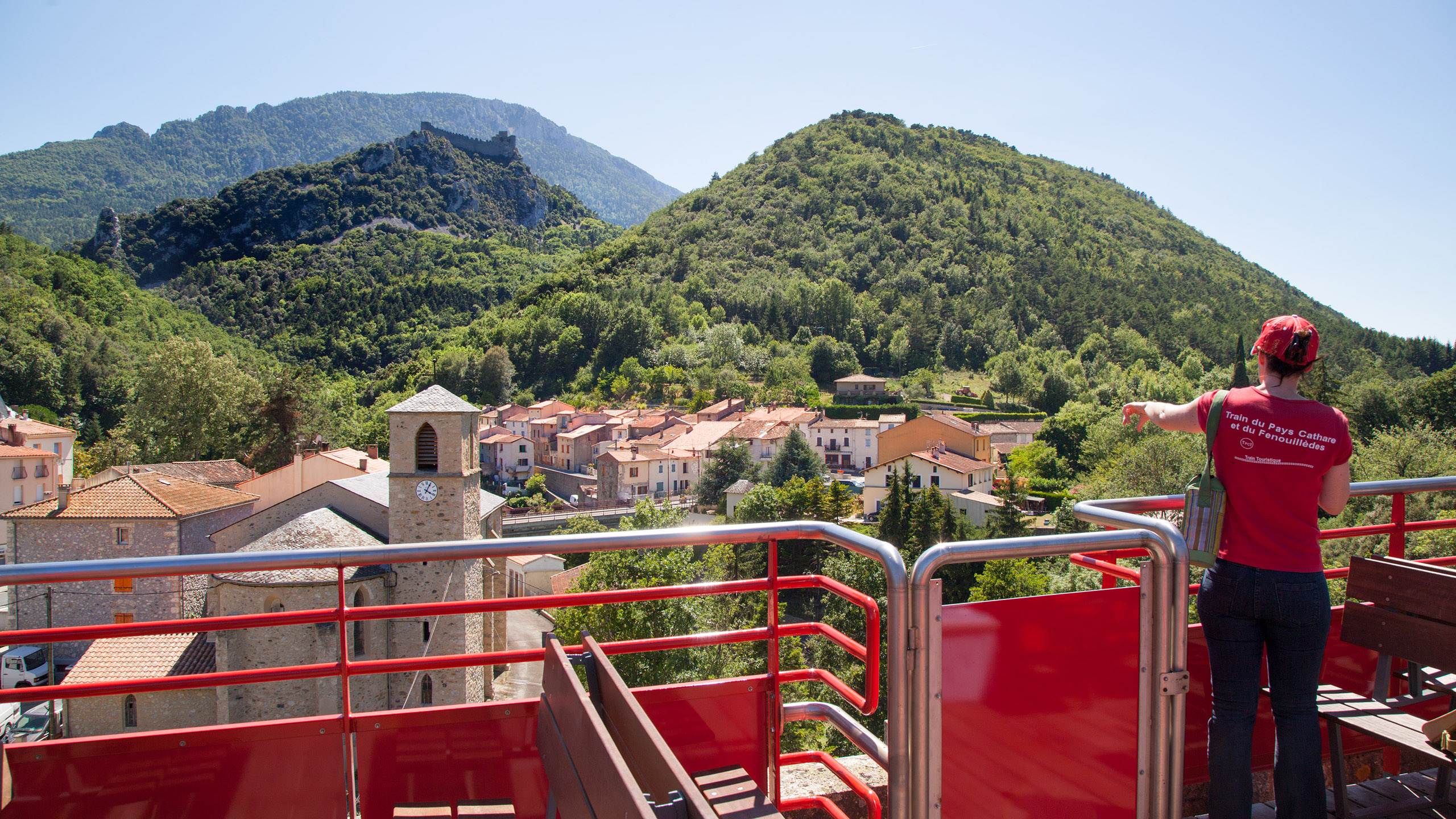
Dans le village de Lapradelle-Puilaurens
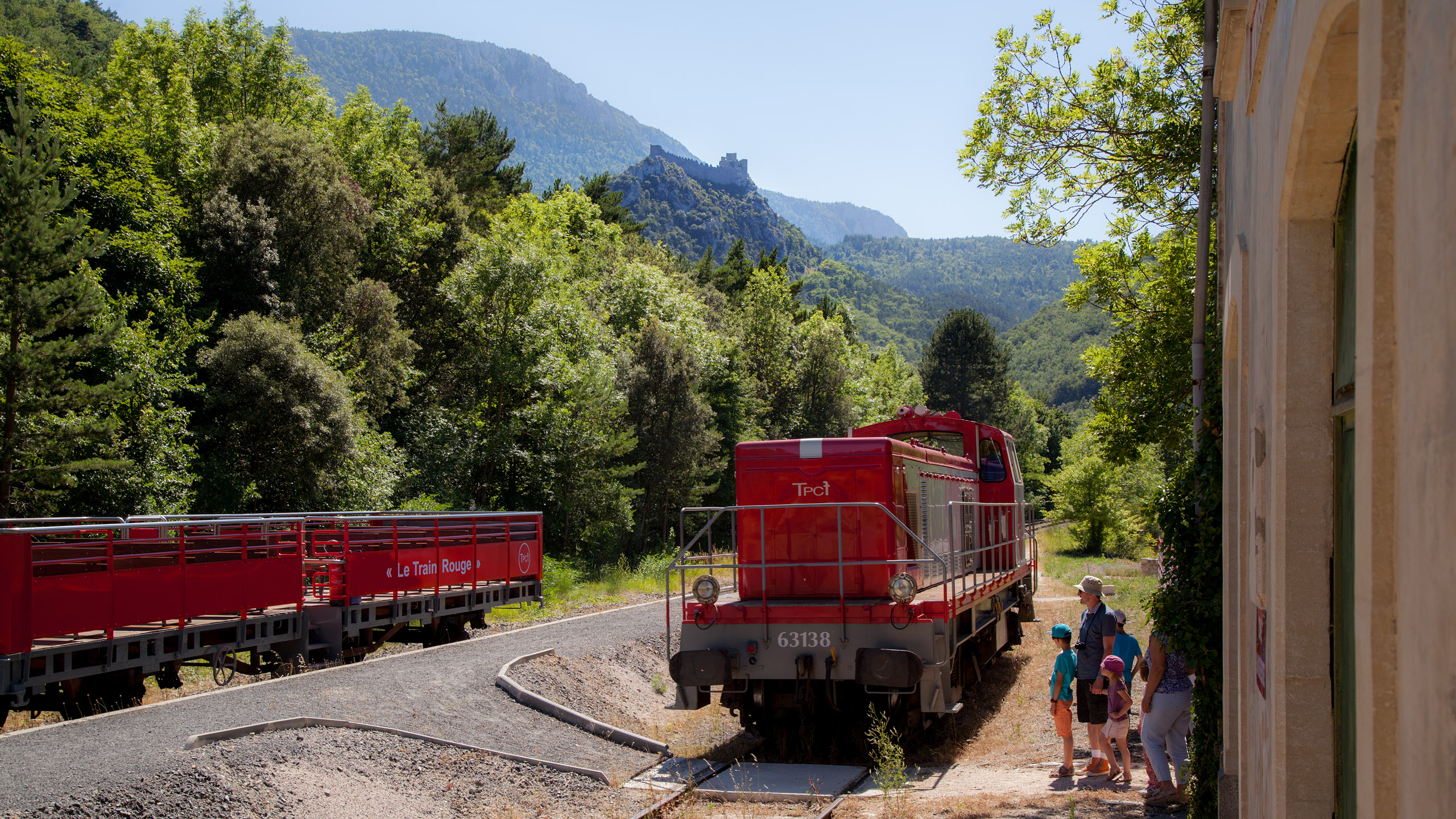
En gare de Lapradelle, au loin le château de Puilaurens
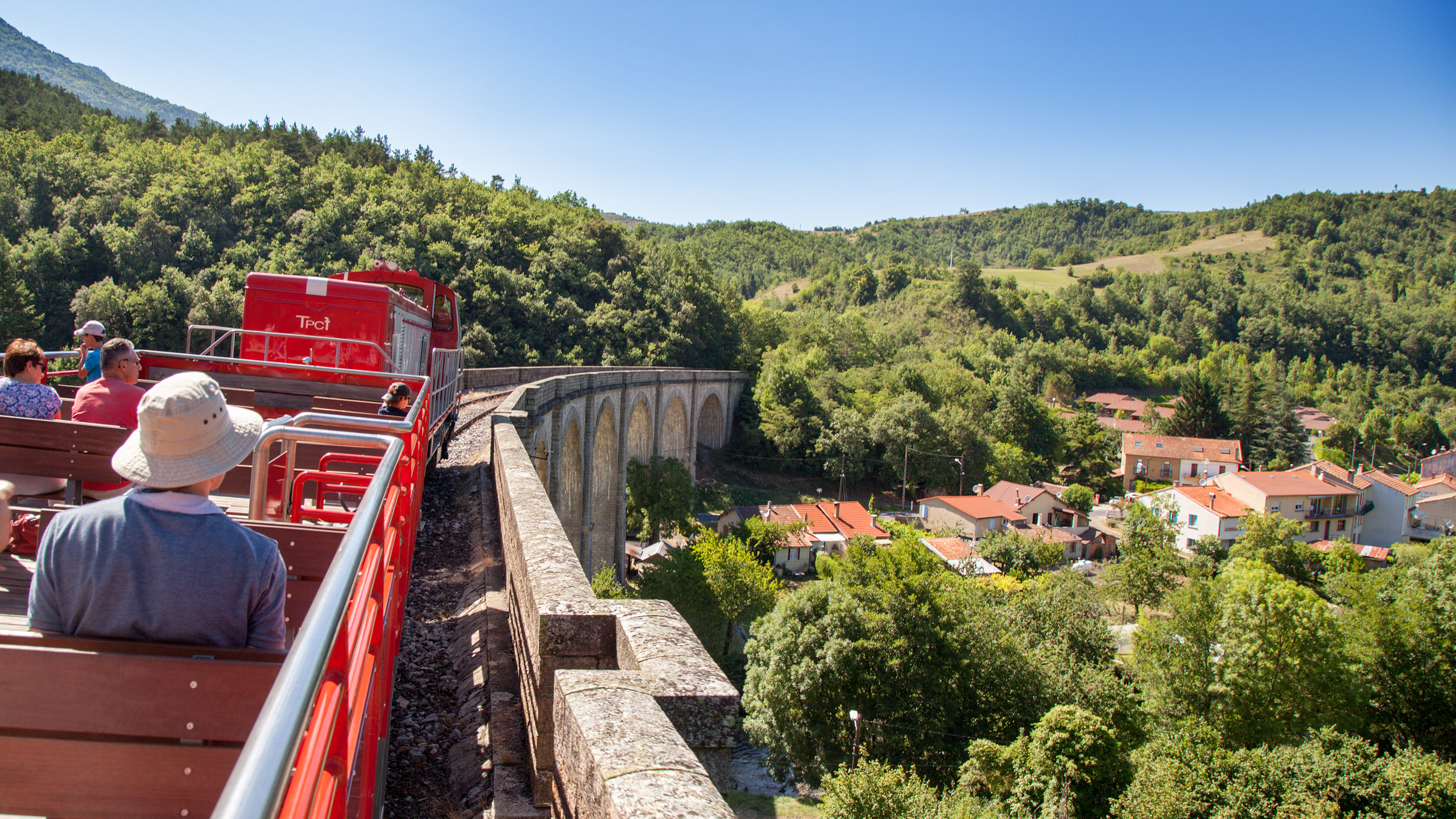
Le viaduc d'Axat

.